# Entfesselte Kamera
Die Entfesselte Kamera war eine in den 1920er Jahren entwickelte Führungsweise der Kamera im Film. Während vorher Kamerabewegungen auf vertikale und horizontale Schwenks einer statischen Kamera oder auf Kamerafahrten aus Autos oder Zügen beschränkt gewesen waren, wurde nun die Kamera durch den Operateur selbst oder durch technische Apparaturen wie Kräne oder Schaukeln bewegt. Die entfesselte Kamera fügte der Ästhetik des Films neben den Bewegungen vor der Kamera ein weiteres raumerschließendes Element hinzu.

## Geschichte
Die Entfesselte Kamera wurde von dem deutschen Kameramann Karl Freund in den 1920er Jahren eingeführt und setzte sich schnell durch. Als einer der ersten Filme mit dieser Kameratechnik gilt der in den Babelsberger Filmstudios entstandene Film Der letzte Mann von Friedrich Wilhelm Murnau aus dem Jahr 1924. Freund montierte hier die Kamera zum Beispiel auf einem Fahrrad, mit dem er aus einem ankommenden Aufzug in die Hotelhalle hinausfuhr. In einer anderen Szene befand sich die Kamera in einer Seilbahn. Die subjektive Blickweise der in einer Szene torkelnden Hauptfigur fing Freund ein, indem er sich die Kamera vor die Brust schnallte und das Torkeln nachahmte.
Abel Gance nutzte die entfesselte Kamera in Napoleon (1927), indem er sie auf einer Schaukel über die bewegten Menschenmengen des Nationalkonvents oder über tanzende Ballbesucher hinwegschwingen ließ. Zudem ließ Gance Miniaturkameras in Fußbälle einbauen und diese wie Geschosse werfen. Auch Alfred Hitchcock setzte in seinen englischen Filmen der 1930er Jahre mit Vorliebe komplizierte, raumgreifende Kamerabewegungen ein.
Heute werden nahezu alle Filme mit entfesselten Kamerabewegungen gedreht. Der Begriff ist daher zwar nicht mehr gebräuchlich und wird als ein filmtechnischer Parameter der Kamera-Autonomie geführt, die je nach Stil und Erfordernissen vom Regisseur hoch oder niedrig angesetzt wird, aber die auf der Erfindung der Entfesselten Kamera basierenden Fortführungen Dolly, Handkamera und Steadicam sind spätestens seit dem Siegeszug der Videoclip-Ästhetik zum festen Inventar von Filmproduktionen geworden, um mit rasanten Kamerafahrten, Reißschwenks, Zooms und ähnlichen Stilmitteln Dynamik und Spannung zu schaffen.